# Olgiati (cognome)
Olgiati è un cognome di lingua italiana.

## Varianti
Il cognome non presenta varianti.

## Origine e diffusione
Cognome tipicamente settentrionale, è presente prevalentemente nel milanese.
Potrebbe derivare da un toponimo, quali Olgiate Olona, Olgiate Molgora e Olgiate Comasco, dal latino augia, "campi siepati".

## Persone
- Filiberto Olgiati (1861–...) – politico italiano
- Francesco Olgiati (1886-1962) – presbitero, docente universitario e filosofo neoscolastico italiano
- Giovanni Maria Olgiati (1494-1557) – ingegnere italiano